# Mardi Lestari
Mardi Lestari (nom complet : Afdiharto Mardi Lestari, né le 19 janvier 1968 à Binjai, sur l'île de Sumatra) est un ancien athlète indonésien, spécialiste du 100 m. En activité, il mesurait 1,66 m pour 63 kg.
Avec un meilleur temps de 10 s 20 obtenu en 1989 (record d'Indonésie, battu en 2009 par Suryo Agung Wibowo), il a participé l'année précédente aux Jeux olympiques de Séoul (7e en demi-finale sur 100 m et relais 4 × 100 m, DNF).
Il a remporté la médaille de bronze aux Championnats d'Asie juniors en 1986 à Djakarta. Il a représenté l'Asie sur 100 m en Coupe du monde des nations d'athlétisme en 1989.